# The American Dream (Theaterstück)
The American Dream (Der Amerikanische Traum) ist eine 1959 und 1960 verfasste Komödie in einem Akt von Edward Albee. Das Stück wurde am 24. Januar 1961 im York Playhouse in New York uraufgeführt. Die deutschsprachige Erstaufführung in der Übersetzung von Pinkas Braun fand am 7. Oktober 1961 am Schillertheater in Berlin statt. Martin Esslin bezeichnet es als ein brillantes Beispiel für den amerikanischen Beitrag zum Absurden Theater.

## Personen
- Mommy ist eine rechthaberische Person, die Grandma herablassend behandelt und Daddy infantilisiert. Sie ist ebenso federführend bei der Verstümmelung des adoptierten Kindes.
- Daddy ist unselbständig und wird oft von Mommy zurechtgewiesen.
- Grandma kommentiert auf sarkastische Weise das Stück und tritt am Ende aus der Handlung heraus, um zu verkünden, dass das Theaterstück doch besser an dieser Stelle enden solle. Sie ist Mommys Antagonistin.
- Mrs. Barker ist die Verkörperung der American Society Lady. Sie ist sehr oberflächlich und versucht, den Anschein zu erwecken, sie übernehme soziale Verantwortung.
- The Young Man steht symbolisch für den Amerikanischen Traum. Er hat keine Gefühle und ist oberflächlich, sieht jedoch gut aus. Er ist bereit, alles für Geld zu tun.

## Handlung
Mommy und Daddy sitzen im Wohnzimmer. Sie unterhalten sich über triviale Dinge wie den Kauf eines Hutes. Grandma, den ganzen Arm voller gut verpackter Schachteln, betritt die Szene. Sie beklagt sich darüber, wie über alte Leute geredet wird, und meint, dass alte Menschen daran zu Grunde gingen. Mommy und Grandma streiten sich, wobei Daddy versucht, die Situation zu entschärfen.
In diesem Moment klingelt es an der Tür und Daddy öffnet Mrs. Barker die Tür. Es stellt sich heraus, dass Mrs. Barker an Mommy und Daddy vor Jahren ein Kind zur Adoption vermittelt hatte. Da das Kind nicht den Erwartungen der neuen Eltern entsprach, wurde es von Mommy verstümmelt, indem ihm z. B. die Augen ausgestochen und der Penis abgeschnitten wurde, bis es schließlich starb. Mrs. Barker zeigt viel Verständnis für den ganzen Ärger, den die beiden aufgrund des Babys hatten.
Als schließlich der Young Man an der Tür klingelt, bittet Grandma ihn herein. Das Stück endet damit, dass der Young Man bei Mommy und Daddy bleibt und Grandma mit ihren Paketen die Wohnung verlässt.

## Interpretationsansatz
The American Dream weist eine exakte Dramaturgie mit einer spannungsreichen Fabel auf. Anders als Beckett, der den Leerlauf der Menschen darstellt, indem er die Bühnenfiguren im metaphorischen wie auch eigentlichen Sinn auf der Stelle treten lässt, versucht Albee in den gedrängten Szenen dieses Einakters die Stagnation in vielschichtigerer Form zum Ausdruck zu bringen. Die dabei entstehende Paradoxie zwischen der Handlungsdynamik einerseits und der inneren Unbeweglichkeit der Figuren andererseits begründet zugleich die Affinität dieses Schauspiels zur Komödie. Aus ebendiesem Grund bezeichnete Albee sein Werk auch als Komödie.
Mommy, Daddy und Grandma waschen in The American Dream bildhaft gesprochen die „schmutzige Wäsche“ einer wohlanständigen bürgerlichen [amerikanischen] Familie. Das farcenhafte Bühnengeschehen verdeutlicht, dass die hier vorgeführte Ehe und Familie einzig als Farce einer Institution besteht, in der sich jegliches Für- oder Miteinander in ein Gegeneinander verwandelt hat.
Das in ein Normenkorsett eingepferchte Leben der Figuren ist so schal und kraftlos, dass die Figuren in vielerlei Hinsicht sprechenden Puppen gleichen, die nahezu vollendet Menschen imitieren. Dies gilt nicht nur für Mommy and Daddy, sondern ebenso für die hinzukommende Mrs. Barker, deren Ankunft eingangs nicht unmittelbar erwartet wurde, von der das Ehepaar sich jedoch offensichtlich erhofft, dass diese Ordnung in ihr Heim bringen könnte.
Am Ende des Stückes stellt Frau Barker denn auch etwas Ordnung her, allerdings in einem sich zunehmend zur Satire entwickelnden surrealistischen Handlungs- und Dialogverlauf, indem sie in dem Paar die Illusion erweckt, sie habe einen neuen Adoptivsohn vermittelt, der das Glück von Mammi und Pappi scheinbar wiederherstellt.
Auffällig an Mrs. Barkers Verhalten ist ihre häufige Verwendung von stereotypen Floskeln wie „Ich bin so frei“, die ihre eigene Sprache ersetzen. Bereits nach wenigen Minuten zieht sie ihr Kleid aus, um es sich im Unterrock bequem zu machen. Ihr angeblicher Kontaktreichtum erweist sich allerdings als tatsächliche Kontaktarmut. Als Vorsitzende eines Frauenclubs kompensiert sie mit ihrer Arbeit ihren Mangel an Weiblichkeit bzw. Frausein. So spricht sie von dem Frausein als ihrem „Beruf“, wenn nicht gar ihrer „Berufung“. Für sie ist nicht das Führen einer Ehe bedeutsam, sondern einzig das Statussymbol des Verheiratetseins. Darüber hinaus ist für sie Ehrgeiz der höchste gesellschaftliche Wert sowie die wichtigste bzw. beste aller individuellen Eigenschaften.
Das von ihr angeführte Beispiel ihres Bruders, der ihren Angaben zufolge eine Zeitung leitet, versinnbildlicht allerdings eine Aktivität um jeden Preis, die zudem mit Vitalität assoziiert wird, sich jedoch selbst in komischer Form ad absurdum führt.
Diese Vitalität ist ihrerseits wiederum ein Idol, dem insbesondere die Menschen im mittleren Alter nacheifern; ältere Menschen werden daher negiert oder geben sich selbst als jugendlich aus. So erklärt Mommy, sie sei stolz auf ihr mittleres Alter, woraufhin Grandma ihr entgegnet, das Durchschnittliche sei kein Vorzug; Leute im mittleren Alter würden glauben, etwas Besonderes zu sein, weil sie wie alle anderen seien. Dies bedeute indes nur, in einem „Zeitalter der Begriffsverwirrung“ zu leben.
Ungeachtet der realistischen Szene steigert sich die Dialogführung mehr und mehr ins Absurde, als Grandma Frau Barker den Grund erläutert, warum Mommy und Daddy sie hergebeten haben könnten. Mrs. Barker, die seit längerem für die Adoptionsvermittlung „Sonnenschein“ tätig ist, hatte einst dem Paar einen Säugling anvertraut. Da dieses Kind seinen Zieheltern jedoch nicht ähnlich sah, schrie es sich „das Herz aus dem Leibe“. Da es nur Augen für Daddy hatte, wurden dem Kind die Augen ausgekratzt; weil es sich schließlich für seine Genitalien zu interessieren begann, wurden ihm nach der Entfernung des Penis außerdem die Hände abgehackt. Darüber hinaus wurde ihm die Zunge herausgerissen, da es Mommy beschimpfte. Als das Kind älter wurde, hatte es „keinen Kopf, kein Mark in den Knochen, kein Rückgrat“ und verstarb, um derart „das Maß voll zu machen“. Die „ganze Mühe und das viele Geld“ der Eltern konnten daran nichts ändern: „alles umsonst“. Großmutter vermutet deshalb, dass Mammi und Pappi wohl ihr Geld von der Kindesvermittlerin Mrs. Barker zurückverlangen würden.
Diese Schilderung der „brutalen Demontage eines Menschen“, zu der Brecht Anregungen geliefert haben könnte, stellt Albees Parabel bzw. Gleichnis von der grausamen Vernichtung alles Natürlichen bzw. Ungebundenen und Freien dar. Das Kind als Symbol der Unschuld wird zerstört, weil es dem Paar fremd vorkam und nicht dessen Symbolen ähnelte. So wurde das Vollkommene zerstückelt und zerschnippelt: jener Traum vom vollendeten Menschen, der als wesentlicher Teil des American Dream seit Jahrhunderten zu Amerika gehört. Albee selber erklärte in einer Anmerkung zur deutschen Uraufführung dieses Einakteres, das Zerfleischen des Kindes stehe für die „Selbstzerstörung“ der Gesellschaft.
Diese Zerstörung hat bereits vor dem Eintreffen eines Arbeitssuchenden stattgefunden, dem Albee den auffallend banalen Rollentitel „Young Man“ zuweist. Das ausgeprägt gute Aussehen des Jungen Mannes und seine harten Muskeln sind für Grandma der Anlass, seine Reklameschönheit zu bewundern. Sein hübsches Aussehen ebenso wie sein offenes und sauberes, zugleich jedoch infantiles und hinterwäldlerisches Auftreten bewegen die Großmutter im Weiteren dazu, ihn als die Verkörperung des American Dream zu begreifen: „Offen, sauber, Typ Bauernjunge aus‘m mittleren Westen ... fast aufreizend hübsch ... auf typisch amerikanische Weise. Gutes Profil, Stubsnase, ehrliche Augen, bezauberndes Lächeln ... Junge, weißt du, was du bist? Du bist der Amerikanische Traum, das bist Du!“
Mit dieser Bemerkung der Großmutter fällt das entscheidende Stichwort im Stück, das Albees Theaterspiel zugleich seinen Titel gibt. Der Junge Mann erläutert offen, er sei bereit, „alles fürs Geld“ zu tun. Auf Großmutters Nachfragen hin erklärt er, außer seinem Körper und seinem Gesicht habe er „überhaupt keine besonderen Gaben“. Seine Mutter sei bei seiner Geburt gestorben, seinen Vater habe er nie gekannt.
Die Elternlosigkeit des Jungen Mannes betont zugleich seine symbolische Bedeutung als amerikanischer Archetypus; eines der bedeutendsten Merkmale des „American Adam“ (R. W. B. Lewis) ist es, dass er in seiner Unschuld eben versuchen muss, ohne Erfahrungen – und das heißt auch ohne Eltern – zu existieren.
Offenkundig handelt es sich bei dem Jungen Mann um einen Zwilling des Kindes, das Mommy und Daddy einst demontiert haben: „[M]an trennte uns, als wir noch sehr klein waren“. Der junge Mann weiß nicht, was aus seinem Bruder geworden ist, nur dass er „in gewissen Abständen Verluste erlitten habe“, die er sich nicht erklären könne. Wie er weiterhin gesteht, sei er „durch und durch schlecht geworden ... gottlos“; er habe somit seine Unschuld verloren und könne nicht mehr lieben, sondern empfinde einzig noch „kalte Gleichgültigkeit“. Auch zur „körperlichen Liebe“ sei er nicht mehr in der Lage; seine Gefühle seien abgestorben; er sei „ausgetrocknet, zerstückelt ... leer, ausgenommen“ und habe nur noch sein Äußeres.
Dem Jungen Mann ist damit genau das geschehen, was seinem Zwillingsbruder ungefähr zwanzig Jahre zuvor angetan wurde. Der amerikanische Adam ist nicht mehr als eine „hohle Larve“; das Konzept des American Dream hat seine ursprüngliche Bedeutung verloren und besteht einzig noch als „sinnentleertes Idol“.
Der Großmutter gelingt es freilich, sowohl den Jungen Mann als auch Frau Barker für ihren Plan zu gewinnen, Mammi und Daddy davon zu überzeugen, der Junge Mann sei der herbeigesehnte zweite Adoptivsohn. Mammi und Daddy sind begeistert, obwohl die Ähnlichkeit mit dem verstorbenen Kind sie ein wenig verwundert.
Das Stück endet mit der Bemerkung der Großmutter, dies sei eine Komödie und es sei besser, viel besser, hier aufzuhören und „alles in seinem jetzigen Zustand auf sich beruhen“ zu lassen, „solange noch jedermann glücklich ist“. Damit fällt der Vorhang über eine satirische Szene des häuslichen Glücks, das für die beteiligten Personen anscheinend im Zustand des Nichts liegt.

## Bühnenbild und außersprachliche Mittel
Die Bühnenanweisungen in den verschiedenen Ausgaben von The American Dream weisen zwar einzelne Unterschiede im Detail auf (so befinden sich z. B. Tür und Torbogen in den verschiedenen Fassungen auf entgegengesetzten Seiten), entsprechen sich dennoch im Wesentlichen. Die Bühne ist mit zwei Sesseln und einem Sofa (sowie einem Tisch in der French Edition) äußerst karg ausgestattet sowie auf die allerwesentlichsten Elemente begrenzt und erzeugt suggestiv ein Gefühl der Leere und Abgeschlossenheit. Die durch die Bühnenausstattung erzeugte sterile Atmosphäre wird zusätzlich durch das künstliche Licht verstärkt; der Raum weist nach Albees Vorgaben nur Türen, nicht jedoch Fenster auf. Es ist in dem Raum nichts vorhanden, das den Eindruck von Behaglichkeit erwecken könnte; Gegenstände, die eine persönliche Atmosphäre schaffen oder Rückschlüsse auf die Bewohner zulassen würden, fehlen völlig. Die Reduktion im Bühnenbild entspricht den reduzierten Figuren von Mommy und Daddy und betont darüber hinaus die Konfrontation zwischen ihnen: Die beiden sitzen sich in den zwei Sesseln gegenüber; es entsteht eine Distanz zwischen ihnen, die sich im Verlauf des Stückes kaum verändert. Bezeichnenderweise sitzen sie nie zusammen auf dem Sofa, sondern verharren in ihrer Konfrontationshaltung.
Auch der Einsatz der übrigen Bühnenmittel ist äußerst spärlich; Grandmas „neatly wrapped and tied boxes“ (dt. „ordentlich verpackte und geschnürte Schachteln“) sind außer dem Mobiliar die einzigen Requisiten. Der „Kastencharakter“ des Raumes wird so en miniature fortgesetzt und behält während des gesamten Stückes seinen mysteriösen Charakter. Erst bei ihrem Abgang verrät die Großmutter dem Young Man und damit den Zuschauern, was die Schachteln enthalten: neben einigen alten Briefen den Fernseher, die Sonntagszähne, achtundsechzig Lebensjahre, einige Klänge, einige Bilder, die Gegenstände, die man ansammelt („some old letters --- the television ... my Sunday teeth ... eighty-six years of living ... some sounds ... a few images ... the things one accumulates“). Zeichenhaft spiegelt dieser Inhalt der Schachteln das vergangene Leben der Großmutter sowohl im Hinblick auf materielle Güter wie auch Wesenszüge ihrer Existenz. Zugleich klingt im Original in der Bedeutung von „box“ im Sinne von Kasten assoziativ die Vorstellung eines Sarges an; das Fortgehen von Grandma deutet so bildhaft auf ihren Tod.
Visuelle Zeichen werden von Albee einzig beim Fortgang der Großmutter verwendet: Das Bemerken ihres Weggangs wird von einer plötzlichen Abblendung begleitet; man glaubt, dass „van man“ (d. h. der Tod) sie geholt habe; als der Young Man kurz darauf erscheint, setzt das volle Licht abrupt wieder ein. Akustische Zeichen werden gleichfalls nur ausnahmsweise eingesetzt: Neben Schweigen und Pausen, die die Leere und Unsicherheit hervorheben, ist lediglich ein fünfmaliges Türklingeln zu hören, das die Spannung verstärkt, ob die erwarteten „they“ und der „van man“ nun endlich erscheinen werden. Diese spärlichen akustischen Signale signalisieren dadurch als verweisende Zeichen den sich ankündigenden „Einbruch der Außenwelt in den geschlossenen Raum“.
Ausdruck und Bewegung der Bühnenfiguren werden nach den Bühnenanweisungen Albees ebenfalls nur in begrenzter und dadurch akzentuierter Form eingesetzt. Außersprachliche Mittel wie Lächeln, Tränen, Räuspern oder Stocken tragen dabei vor allem zur Untermalung der verbalen Aussagen bei; auffällig sind des Weiteren nur wenige Vorgänge: Die Großmutter wirft Daddy ihre Schachteln voller Verachtung vor die Füße, als ihre Tochter sie auffordert, die Schachteln neben Daddy abzulegen. An späterer Stelle tritt Mommy auf zahlreiche der Schachteln und demonstriert derart bildhaft ihr brutales Vorgehen der Großmutter gegenüber. Schließlich reagiert Mrs. Barker in übersteigerter Form, als sie nach der Aufforderung, es sich bequem zu machen, ihr Kleid auszieht und den Saum ihres Unterkleids über die Knie zieht.
Albee setzt derart in The American Dream außersprachliche Mittel nur sehr sparsam, jedoch durchaus funktional ein. Dabei ist allerdings anders als in der Mehrzahl der Werke des modernen Theaters keine Akzentverschiebung vom Akustischen zum Visuellen bzw. vom Sprechtheater zum Schauspiel festzustellen.

## Familie als gesellschaftlicher Mikrokosmos
In Albees Rückgriff auf die Tradition des Familienstücks ist von Anfang an deutlich zu erkennen, dass es dem Autor nicht um private Probleme oder individualpsychologische Analysen geht, sondern um zentrale Probleme der (amerikanischen) Gesellschaft. Mit Ausnahme von Mrs. Barker fehlen jegliche Individualnamen; der Verzicht auf sich entwickelnde individualisierte Charaktere unterstreicht diese Tendenz zur Typisierung auf Jedermann-Figuren, die in archetypischer Form Konstanten des (amerikanischen) Seins verkörpern. Die typisierende Namensgebung entlarvt diese Familie jedoch als leeren Mythos, als Form ohne Inhalt: Mommy und Daddy tragen ihren Namen zu Unrecht; es sind keine Kinder vorhanden, die eine solche Bezeichnung rechtfertigen würden. Einzig durch die Adoption kann die Illusion der Elternschaft aufrechterhalten werden; tatsächlich bestimmen jedoch Unfruchtbarkeit und Sterilität die Familie. Es besteht wenig Hoffnung für die Zukunft – und damit für weitere Entwicklung der (amerikanischen) Familie; in Albees Stück ist die deutlich kontrastierte Figurenkonstellation sowohl Ausgangs- als auch Endsituation. Einzig das Fortgehen der in den alten Traditionen verwurzelten Großmutter und ihr Ersatz durch den Jungen Mann lassen eine grundlegende Veränderung erkennen: Der Fortgang und offensichtliche Tod der Großmutter symbolisiert das Aussterben des „pioneer stock“; an ihre Stelle tritt mit dem Young Man „das Surrogat des American Dream“. Seine Herkunft als „midwest farm boy“ und seine konformistische Haltung versinnbildlichen, dass er „die gefahrvolle Reise der Pioniere von Ost nach West nicht mehr mitgemacht hat“; er verkörpert nur noch den „regressus“ des American Dream, d. h. den Rückzug aus dem ursprünglich als Ideal betrachteten ländlichen Westen in die Großstädte des industrialisierten Ostens. Die Hoffnung liegt in Albees Stück nun jedoch nicht mehr in der jungen, sondern in der alten Generation; die allgemein geltenden Normen werden bei Albee umgekehrt: Nicht die Jugend, sondern das Alter werden positiv dargestellt.
In seiner angedeuteten Beschreibung der Wohnung, der finanziellen Verhältnisse („We’re a wealthy family“) und dem deutlich anklingenden Wunsch nach sozialem Aufstieg („All his life, Daddy has wanted to be a United States Senator“) spiegelt Albee eine Familie der wohlhabenden (amerikanischen) „middle class“, die einen wesentlichen Teil der ganzen Gesellschaft repräsentiert und einen gewichtigen Einfluss auf deren Wertvorstellungen und Moral hat. Mommy hat dabei „die absolute Machtposition“ inne. Als Nachfahre der „Moms“, die bereits Philip Wylie in seinem Sachbuch A Generation of Vipers (1942) attackierte und Arthur L. Kopit in Form einer Groteske in Oh Dad, Poor Dad,... ohne Rücksichtnahme weiter demaskierte, beherrscht Mommy Daddy in Albees Stück völlig. Sie zwingt ihn dazu, sich ihr endloses Geschwätz anzuhören, trifft offenkundig alle Entscheidungen allein und duldet keinerlei Widerspruch. Sie hat jedoch keine eigene Meinung, sondern übernimmt konformistisch die Anschauungen derjenigen, von denen sie glaubt, dass sie gesellschaftlichen Einfluss haben bzw. eine entscheidende Rolle in der Gesellschaft spielen.
Die Beziehung zwischen Mommy und Daddy besteht im Wesentlichen nur in der formalen Hülle ihrer Ehe, die aus rein materiellen Gründen geschlossen wurde und eine bloße Institution darstellt, die ihren Zweck in sich selbst trägt als ein „Tauschgeschäft auf rein kommerzieller Basis“.
Albees Rollenzuweisung in dieser Familie stellt zugleich eine Verkehrung der Geschlechter dar. Mommy nimmt im Wesentlichen maskuline Züge an; Daddy hingegen ist in The American Dream nur noch die Karikatur eines Mannes, der seiner Umwelt gegenüber indifferent ist und keine Willenskraft mehr hat, um sich zu behaupten. Auch in physischer Hinsicht ist er kein Mann mehr; die Folgen seiner Operation zeigen sich in seiner inneren Leere und der „Substitution eigener Qualitäten durch künstliche Surrogate“. Mommy und Daddy versuchen den gesellschaftlichen Normen durch die Adoption eines Kindes zu entsprechen, um den Schein von Ehe und Familie aufrechtzuerhalten und die eigene Unfruchtbarkeit nicht öffentlich eingestehen zu müssen. Als „Eltern“ haben sie jedoch keinerlei innere oder emotionale Bindung zu ihrem Kind, wie ihre Behandlung des ersten Adoptivsohns deutlich erkennen lässt. Durch die Zerstückelung des Kindes wird aber nicht nur die völlige Leere ihrer Gefühle und ihre absolute Beziehungslosigkeit demonstriert. Die „parents“, d. h. die eigentlichen Spender und Hüter des menschlichen Lebens, werden in Albees Stück zum pervertierten Gegenbild einer Ehe und Familie, indem sie allein aus Gründen der Konformität das natürliche Leben zerstören.
Im Gegensatz zu Mommy und Daddy ist die Großmutter in Albees Stück die einzige Figur, die wirklich aktiv oder „lebendig“ ist, obwohl sie aufgrund ihres Alters und ihrer Nutzlosigkeit von ihrer lieblosen Tochter ins Altersheim abgeschoben werden soll. Sowohl in inhaltlicher als auch in dramaturgischer Hinsicht nimmt Grandma eine Sonderstellung ein: Sie ist diejenige, die die Realität aufdeckt und die „Konformität, Illusionen und Gefühllosigkeit“ der anderen Figuren entlarvt. Als einzige kennt sie noch die tradierten Werte des echten American Dream und ist deshalb in der Lage, seine Perversion zu enthüllen; anders als die übrigen Figuren kann sie noch zwischen äußerer Erscheinung und innerer Wahrheit unterscheiden.
Allerdings bewirkt ebendies ihre Isolierung und ihren Ausschluss aus dem familiären und sozialen Umfeld; bei den handelnden Personen kann sie sich kein Gehör mehr verschaffen und führt deshalb Selbstgespräche. Darüber hinaus fällt sie aus ihrer Rolle als dramatische Figur, indem sie sich direkt an das Publikum wendet und diesem hilft, die Zusammenhänge zu durchschauen. Dabei wird sie mehr und mehr zum dramatischen Publikum und zu einer Regiefigur, die das Spiel lenkt. Sie bricht durch ironische Bemerkungen die Handlung, fällt den Bühnenfiguren ins Wort und beendet schließlich das Stück, wobei sie sich mit nahezu den gleichen Worten verabschiedet wie der Stage Manager (Bühnenmeister) in Thornton Wilders Our Town (1938): „Good night, dears“. Durch eine solche Zerstörung der Illusion des Schauspiels werden die Zuschauern angeregt, das szenische Spiel kritisch zu reflektieren; Albee bedient sich dieses Verfremdungseffekts, um den „Spiel“-Charakter seines Stücks bewusst zu machen und damit seine didaktischen Intentionen zu verwirklichen.
Als Gegenbild zu Grandma tritt der Junge Mann auf: Ähnlich wie der „American Adam“ ist er ein geschichtsloses Wesen; seine genaue Herkunft bleibt unbekannt, da er hat seine Eltern nie kennengelernt hat. In der Selbstcharakterisierung des Jungen Mannes spiegelt sich ebenso der Verlust seiner Identität. Rein äußerlich verkörpert er mit seiner Jugend, seinem guten Aussehen und athletischen Körperbau den „Mythos der Jugend“ als unabdingbarer Voraussetzung für Beliebtheit und Erfolg. Innerlich ist er dagegen völlig leer, aus dem Stadium der „Gnade und Unschuld“ gefallen („A fall from grace ... a departure vom innocence“). Seine äußerliche Attraktivität oder Schönheit ist nur noch die leere Hülle früher vorhandener Qualitäten, die seine Substanzlosigkeit wie auch seinen Opportunismus jedoch nicht mehr verdecken kann. Alle ethischen oder moralischen Werte opfert er bedenkenlos seinen opportunistischen, rein materiellen Zielsetzungen(„I‘ll do almost anything for money“). Als die Großmutter ihn sogleich als „American Dream“ identifiziert, bestätigt er dies umgehend: „Well, I‘m a type“.
Sein nachfolgender Lebensbericht und der diesem entsprechende Bericht der Großmutter über seinen Zwilling, das erste Adoptivkind von Mommy und Daddy, erhalten damit eine allegorische Bedeutung, die das vordergründige Geschehen überlagert.
Die einzige Bühnenfigur außerhalb des familiären Bezugsrahmens ist Mrs. Parker, die die Außenwelt bzw. die von außen eindringende Gesellschaft repräsentiert. Albee zeichnet sie durch ihr Auftreten und ihre Redeweise als Karikatur einer fremdbestimmten Person; ihre Redeweise mit stereotyp wiederholten Redensarten und „floskelhaften, nichtssagenden Kommentaren“ unterstreicht ihre fehlende Individualität sowie ihren Konformismus. Mit dem unaufhörlichen Betonen ihrer Aktivitäten führt sie diese selbst ad absurdum; im Bezugsrahmen des „American Dream“ wird sie somit zum „Prototyp des durch seine übermäßige und größtenteils sinnlose Geschäftigkeit sich selbst und seinen Mitmenschen entfremdeten modernen Menschen.“

## Sprachverhalten und Kommunikationszerfall
Die Sprachverwendung der Bühnenfiguren in The American Dream spiegelt in auffälliger Weise die innere Leere, Sterilität und Beziehungslosigkeit der Bühnenfiguren untereinander. Vor allem der Dialog zwischen Mommy und Daddy besteht überwiegend aus sprachlichen „Versatzstücken“, die keinen eigentlichen Inhalt mehr haben und beliebig austauschbar oder variierbar sind. Die Gespräche der Figuren kreisen nahezu ausschließlich um Banalitäten; es entsteht der Eindruck, dass die Personen automatisch auf Floskeln der anderen reagieren, ohne sich noch bewusst zu sein, was sie überhaupt sagen wollen. Die von ihnen verwendete Sprache bleibt vordergründig und ohne Aussagekraft; trotz pausenlosem Reden können weder bedeutsame Informationen vermittelt noch Beziehungen aufgebaut oder entwickelt werden. In der Sprachverwendung der Bühnenfiguren spiegelt sich dabei der völlige Zerfall der Kommunikation.
Die stereotypen Redefloskeln der Figuren werden weiterhin zu regelrechtem „nonsense talk“ gesteigert, in dem die Themen nur noch scheinlogisch und durch eine Kette absurder Assoziationen verknüpft werden, beispielsweise in einer Passage im Anschluss an Mrs. Barkers Bericht über ihren Bruder. Unabhängig vom Kontext des jeweiligen Dialogs lösen sprachliche Etikette automatisch bestimmte Reaktionen aus; der Dialog wird derart durch die fehlende Verzahnung von Sprecheraussage und Hörerreaktion vollständig ad absurdum geführt.
Der Scheincharakter des Gesprächs wird ebenso durch Echodialoge und erzwungene Wortwiederholungen verdeutlicht. Da Daddy zumeist keinerlei Interesse an dem jeweiligen Thema des Gesprächs hat, Mommy jedoch auf einem Zuhörer besteht, um zumindest der Form nach den Gesprächscharakter zu wahren, kontrolliert sie Daddys Aufmerksamkeit zunächst durch Ermahnungen, dann durch die erzwungene Wiederholung von Teilen ihrer Rede. Da die Reziprozität der Partnerbeziehungen nicht mehr vorhanden ist, wird aus dem formalen Dialog ein tatsächlicher Monolog. Der jeweils dominierende (Kommunikations-)Partner übernimmt die Rolle des Sprechers, der unterdrückte die des Hörers bzw. Echos. Diese Rollen können in einem neuen sozialen Bezugsrahmen durchaus wechseln, wie das Beispiel des Dialogs bei Mommys Hutkauf zeigt. Gegenüber den Verkäufern nimmt Mommy, die in der Kommunikation mit Daddy die dominante Rolle spielt, hier die Rolle des bloßen Echos ein. Albee zeigt auf diese Weise in The American Dream den Menschen als manipuliertes Objekt, der seine Individualität vollständig verliert.
Die Sinnentleerung der Bühnensprache offenbart sich weiterhin in der Verwendung von Worten, die ursprünglich emotional besetzt waren, wie beispielsweise „love“ oder „dear“, nun jedoch nur noch ironisch gebraucht werden. Darüber hinaus ist das Sprachverhalten der Personen durch die Anpassung an gesellschaftliche Normen geprägt. Nachdem Mommy beispielsweise Mrs. Barker fünfmal als „dreadful“ (dt.: „schrecklich“) bezeichnet hat, verkündet sie, Mrs. Barker selbstverständlich sehr zu mögen, da diese die Vorsitzende des Frauenvereins sei („she is the chairman of our woman‘s club, so naturally I‘m terribly fond of her“).
Unangenehme Themen wie die in der puritanischen Tradition tabuisierten Vorgänge von Zeugung und Geburt oder aber Krankheit, Alter und Tod werden entweder gänzlich vermieden oder durch Euphemismen umschrieben. Als Mommy an einer Stelle versehentlich den Rollstuhl von Mrs. Barkers Ehemann auch tatsächlich als „wheel chair“ bezeichnet und nicht als „swing“ beschönigt, löst dieser Tabubruch anscheinend völlige Verzweiflung aus, die jedoch ihrerseits wiederum nur gespielt und ein Ausdruck konventioneller Höflichkeit ist.
Auffällig ist ebenso die Verwendung des Schlüsselwortes „satisfaction“, das sich durch das ganze Stück zieht. Als Mommy und Daddy feststellen, dass das „gekaufte“ erste Adoptivkind nicht ihren Erwartungen entspricht, verlangen sie ihr Geld zurück, um „satisfaction“, d. h. Genugtuung, zu erlangen; die Wortwahl enthüllt damit in aller Schärfe die offenkundige Gleichsetzung von Mensch und Sache. Nach der erfolgreichen Eingliederung des „neuen Sohns“ wird darauf mit den Worten angestoßen: „To satisfaction“. Als Mommy dem Jungen Mann bedeutet: „Maybe later tonight“ (dt. „Vielleicht später heute Abend“) verweist der Begriff „satisfaction“ im Kontext der Schlussszene auch auf sexuelle Befriedigung. Am Ende kommentiert die Großmutter schließlich ironisch die Selbsttäuschung des Menschen, wirkliche Befriedigung erlangt zu haben, dabei allerdings in Wirklichkeit nicht mehr zwischen Sein und Schein unterscheiden zu können: „[...] while everybody‘s got what he wants [...] or everybody‘s got what he thinks he wants“ (dt. „[...] während jeder bekommen hat, was er will [...] oder jeder bekommen hat, was er glaubt zu wollen“).

## Intention
Bereits der bestimmte Artikel the im Titel von Albees Einakter (etwa im Gegensatz zu Norman Mailers An American Dream, 1965) weist auf die Absichten des Autors hin: Es geht Albee um eine Auseinandersetzung mit einem amerikanischen Kollektivtraum, nicht jedoch mit einem individuellen (Alp-)Traum. Seine Aussagen im Vorwort bestätigen, dass Albee weniger an einer individualpsychologischen Studie als an der Kritik allgemeiner gesellschaftlicher Zustände interessiert ist:
„The play is an examimation of the American scene, an attack on the substitution of artificial for real values in our society; a condemnation of complacency, cruelty, emasculation and vacuity; it is a stand against the fiction that everything in this slipping land of ours is peachy-keen.“ (dt. sinngemäß: „Das Stück ist eine kritische Überprüfung des amerikanischen Lebens, ein Angriff auf das Verdrängen echter Werte durch künstliche in unserer Gesellschaft; eine Verurteilung von Selbstgefälligkeit, Grausamkeit, Schwächung und Leere; es ist ein Protest gegen die Lüge, alles in unserem prachtvollen Land sei einfach großartig.“)
In dieser Ersetzung echter durch künstliche Werte enthüllt sich für Albee der Konflikt zwischen Illusion und Wirklichkeit und damit aus seiner Sicht eine grundlegende Problematik der amerikanischen Gesellschaft: Diese hat wie der archetypische „American Adam“ (R. W. B. Lewis) Albee zufolge durch einen „fall from grace“ (dt. „Fall in Ungnade“) ihre ursprüngliche Unschuld und Schönheit verloren („slipping land ... peachy-keen“). Als Dramatiker möchte Albee diese Einsicht jedoch nicht für sich selbst behalten, sondern dem Zuschauer „als Provokation und Denkanreiz“ präsentieren, um ihn zum Widerspruch zu reizen und dadurch zum Nachdenken zu zwingen. So gibt der Autor auf die selbst gestellte Frage „Is the play offensive?“ folgende Antwort: „I certainly hope so; it was my intention to offend - as well as amuse and entertain.“ (dt. sinngemäß: „Ist das Stück anstößig? Ich hoffe ja; es war meine Absicht Anstoß zu erregen - ebenso wie zu unterhalten.“). Albees Aussage offenbart damit eine didaktische Absicht, die über die rein ästhetische Intention hinausgeht.'

## Wirkungsgeschichte
Die Figuren von Mommy und Daddy treten auch als Protagonisten in dem Einakter The Sandbox auf, den Albee 1959 als Vorspiel zu The American Dream verfasste (dt. Titel: Der Sandkasten in der Übersetzung von Pinkas Braun 1962).
Von verschiedenen Theaterkritikern ist mehrfach die Behauptung aufgestellt worden, Mammi und Pappi entsprächen Urbildern, die Albee in seiner eigenen Familie vorgefunden habe. In Daddy sei Albees Adoptivvater Reed Albee zu erkennen, während die Figur der Mommy seiner Ehefrau Francis ähneln würde, die wie Mammi gleichermaßen als gebieterische und sehr dominierende Frau beschrieben wurde. In diesem Zusammenhang wurde ebenso darauf hingewiesen, dass Albees Verhältnis zu seinen Adoptiveltern bereits während seiner College-Zeit sehr angespannt gewesen sei und er nach seiner Volljährigkeit alle Verbindungen zu seinen Adoptiveltern gelöst habe. Einzig zu seiner Großmutter mütterlicherseits habe weiterhin Kontakt gehalten. Aus literaturwissenschaftlicher Sicht ist es jedoch fraglich, ob derartige autobiografische Bezüge tatsächlich einen Zugang zum Verständnis der Aussage und Dramaturgie Albees eröffnen.
In der Dialogführung, vor allem in der Unterhaltung zwischen Mommy und Daddy, die die Leere in ihrem Tagesablauf mit gedankenlosem Gerede füllen, zeigt sich insbesondere der Einfluss Eugène Ionescos auf Albees Dramaturgie in The American Dream. Ähnlichkeiten beispielsweise zu Ionescos Stück Die kahle Sängerin zeigen sich auch in dem grotesk-absurden Muster des Bühnengeschehens in Albees Version einer amerikanischen Familienposse. So gipfelt in The American Dream etwa das oberflächliche Palaver des Ehepaares in einem eigentlich bedeutungslosen Streit um die Farbe eines Hütchens, das Mommy gekauft hat – ein Gekabbel, in dem es einzig um normierte Vorstellungen geht.
Albee selber äußerte sich in einer von Pinkas Braun ins Deutsche übersetzten Erläuterung zu der Frage, ob sein Theaterstück auch außerhalb der Vereinigten Staaten verstanden werden könne. In Form einer Kette von rhetorischen Gegenfragen betont er dabei die über rein amerikanische Verhältnisse hinausgehende allgemeingültige Intention und Aussage seines Werks folgendermaßen:
„Ist es möglich, daß die soziologisch-psychologische Situation, der ich in diesem Stück nachgespürt habe, nur für mein Land charakteristisch ist? Wäre dies wahr, ich empfände eine gewisse tröstliche Erleichterung - aber ich kann mich nicht dazu überreden, es zu glauben. Gibt es in Westdeutschland nicht auch - genauso wie in England, in Frankreich usw. - jene große, anonyme Gesellschaftsschicht, Mittelstand genannt, die in ihrer Selbstgefälligkeit einen verderblichen Glauben an falsche Werte entwickelt hat, deren gesellschaftliches Verhalten durch den Weg des geringsten Widerstands bestimmt ist? Hat die westeuropäische bourgeoise Gesellschaft nicht auch einen Hang zu Trägheit, Kurzsichtigkeit und - auf lange Sicht - Selbstzerstörung? … Gibt es nicht auch in Westeuropa nur allzu viele Menschen, in deren Innenleben sich zutiefst eine geistige und moralische Leere breitmacht? … Spricht die Tatsache, daß <Der Amerikanische Traum>, oberflächlich betrachtet, komisch ist und in seinem Kolorit amerikanisch, gegen den schrecklichen Ernst, der dahinter steht, oder gegen die übernationale Allgemeingültigkeit?“

## Ausgaben
- Edward Albee: Der amerikanische Traum (Originaltitel: The American Dream). In: Dramen. Deutsch von Pinkas Braun. Herausgegeben von Eberhard Brüning. Aufbau-Verlag, Berlin und Weimar 1978, 580 S.
- Edward Albee: The American Dream and The Zoo Story. Penguin Books, New York 1997, ISBN 0-452-27889-9.

## Sekundärliteratur
- Helmut M. Braem: Der amerikanische Traum. In: Helmut M. Braem: Edward Albee, Friedrichs Dramatiker des Welttheaters, Band 63, Friedrich Verlag, Velber 1968, ohne ISBN, S. 63–71.
- Nicholas Anaday, Jr.: Albee’s The American Dream and the Existential Vacuum. In: Blake Hobby und Harold Bloom (Hrsg.): Blooms Literary Themes: The American Dream. New York 2009. (siehe Weblink unten)
- Ronald Hayman: The Sandbox and the American Dream. In: Ronald Hayman: Contemporary Playwrights - Edward Albee. Heinemann Verlag, London 1971, ISBN 0-435-18409-1, S. 20–29.
- Berthold Schik: The American Dream: Traum und Alptraum im modernen amerikanischen Drama. In: Horst Groene / Berthold Schik (Hrsg.): Das moderne Drama im Englischunterricht der Sekundarstufe II, Grundlegungen, Interpretationen, Kursprojekte. Scriptor Verlag, Königstein/Ts. 1980, ISBN 3-589-20743-4, S. 33–54.